# The Mills of the Gods (film 1912 Ince)
The Mills of the Gods è un cortometraggio muto del 1912 diretto da Ralph Ince. Fu il primo film in tre rulli diretto da Ince, che fino a quel momento aveva girato solo cortometraggi in una o due bobine.
Il soggetto è basato su un romanzo di George P. Dillenback.

## Produzione
Il film fu prodotto dalla Vitagraph Company of America.

## Distribuzione
Distribuito dalla General Film Company, il film - un cortometraggio in tre bobine - uscì nelle sale cinematografiche statunitensi il 4 novembre 1912.